# Ernest Cox
Ernest Frank Guelph Cox (* 12. März 1883 in Wolverhampton; † 1959 in Torquay) war ein englischer Ingenieur und Unternehmer.

## Leben und Wirken
Als Miteigentümer und alleiniger Leiter der Firma Cox & Danks in Rosyth entwickelte er neue Techniken zur Bergung untergegangener Schiffe und wandte diese auch erstmals bei der in Scapa Flow versenkten Deutschen Flotte im großindustriellen Maßstab an. Mit dem Wrack des Großen Kreuzers Hindenburg im August 1930 gelang ihm die Bergung des bis dahin größten jemals gehobenen Schiffes.
Er galt zu seiner Zeit als wichtigster Experte auf diesem Gebiet und wurde daher 1932 von der Royal Navy auch mit der (letztlich nicht erfolgreichen) Bergung des Flugzeugträger-U-Bootes M2 beauftragt. Er war die einzige Privatperson, die jemals eine (wenn auch untergegangene) komplette Flotte von 72 Kriegsschiffen besaß.